# 周彭賞

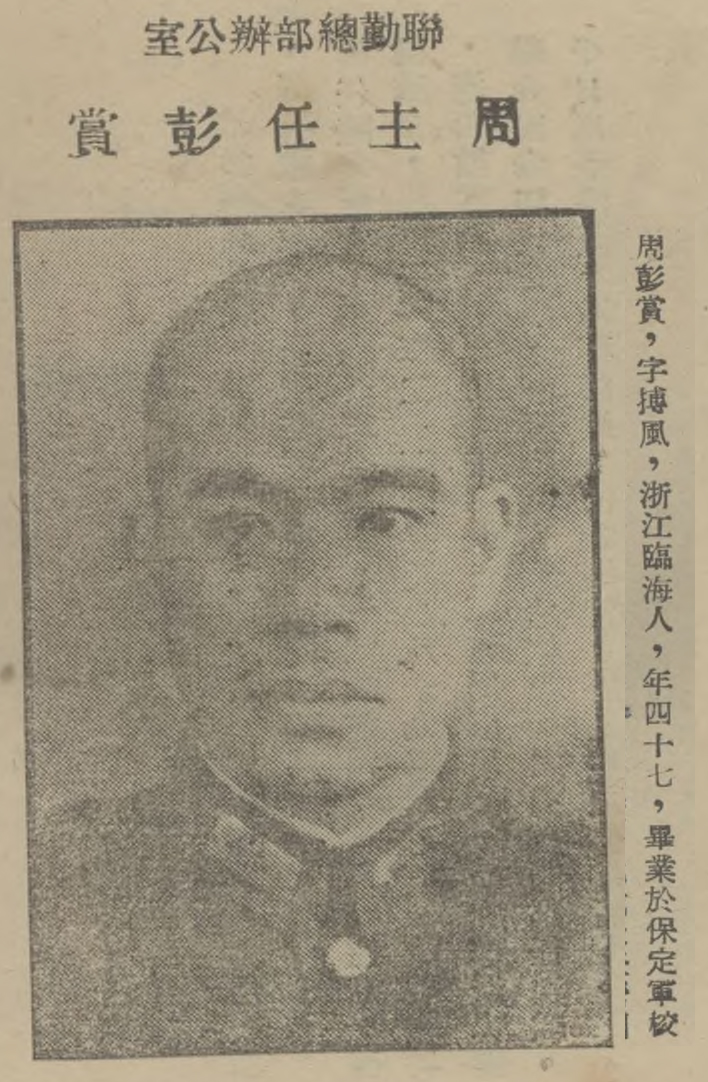
周彭賞

周彭賞（1899年—1966年2月15日），又名团风，字搏風，浙江省臨海縣人，中華民國軍事人物、陸軍中將。

## 生平
周彭賞生於清光緒二十五年（1899年），家族世居於浙江臨海鄉間，離城區約四十里的東塍村，耕讀家風。父親曾習武舉業未成，以田園自娛，不擅治家產。母親楊氏，生下周彭賞三年後病逝。繼母葉氏未有生育，將周視如己出。早歲銳志革命，畢業於保定軍校第八期，與陳誠、周至柔等為該校同期學生。1925年入黃埔軍校，1926年正式加入中國國民黨。歷任黃埔軍校訓練部教官、第五期入伍生隊中隊長、入伍生第一團第三營營長。1927年國民革命軍北伐期間，先後任參謀、營長。討逆河南期間轉戰強山駐馬店途平等地，推堅守固，後以其功晋升為第六師獨立旅團長，率部至江西剿共，嗣調任第六十七師參謀長，後入陸軍大學將官班暨特別班第三期深造。1937年中國抗日戰爭期間，任第九戰區少將軍務處長，積功晋調為國民政府軍事委員會辦公廳中將主任參謀，未幾調任軍政部軍務副署長。1945年抗戰勝利後國防改制，歷任參謀總長辦公室副主任、聯勤總部辦公室主任、東南補給區副司令等職，獲頒忠勤、勝利、雲麾等勛章。

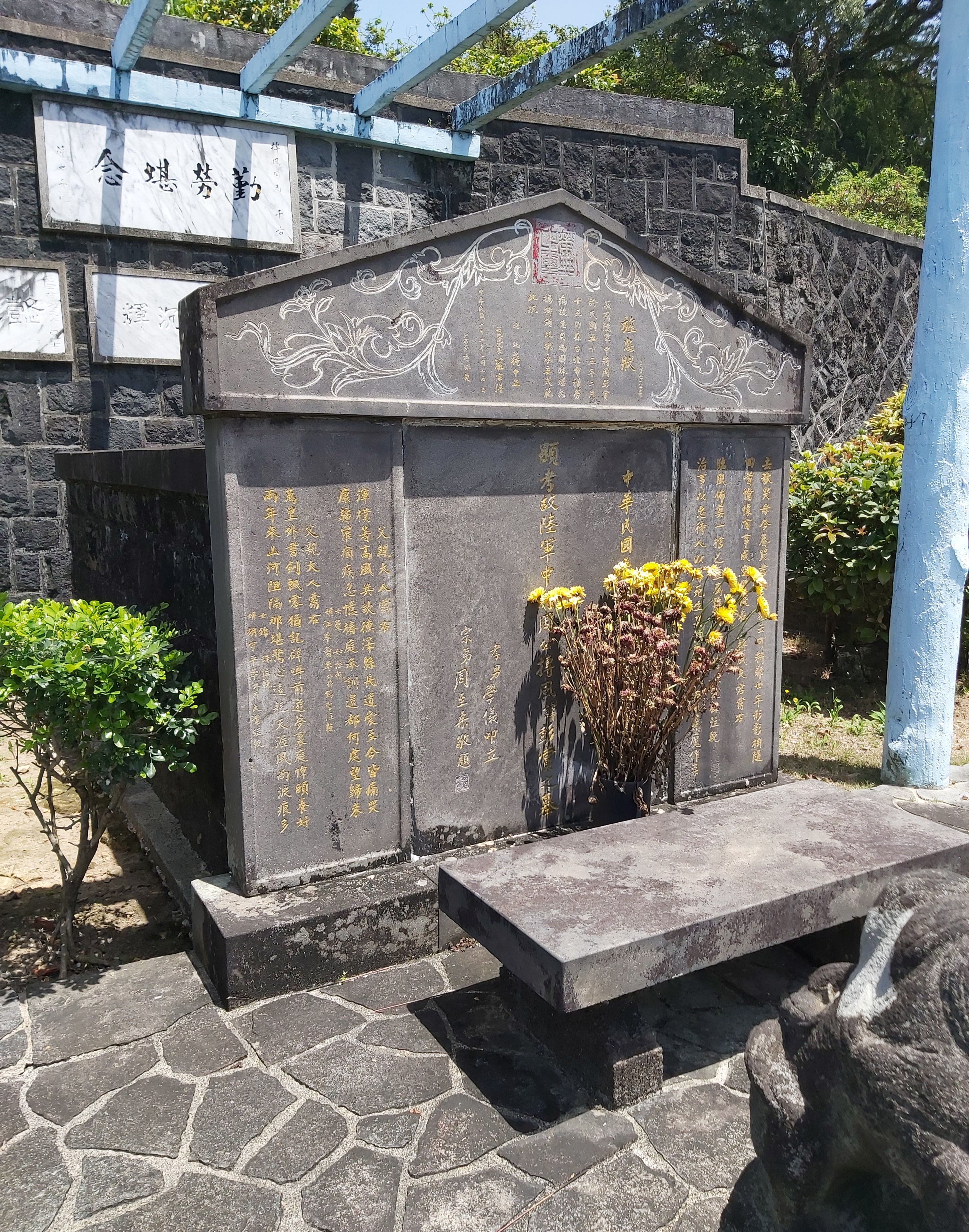
周彭賞墓

1949年隨中華民國政府遷臺，1952年政府建立退役制度後自請退爲備役，1965年協助夫人趙筱梅創辦西湖工商職業學校。  1966年2月15日在臺北市辭世。

## 家庭

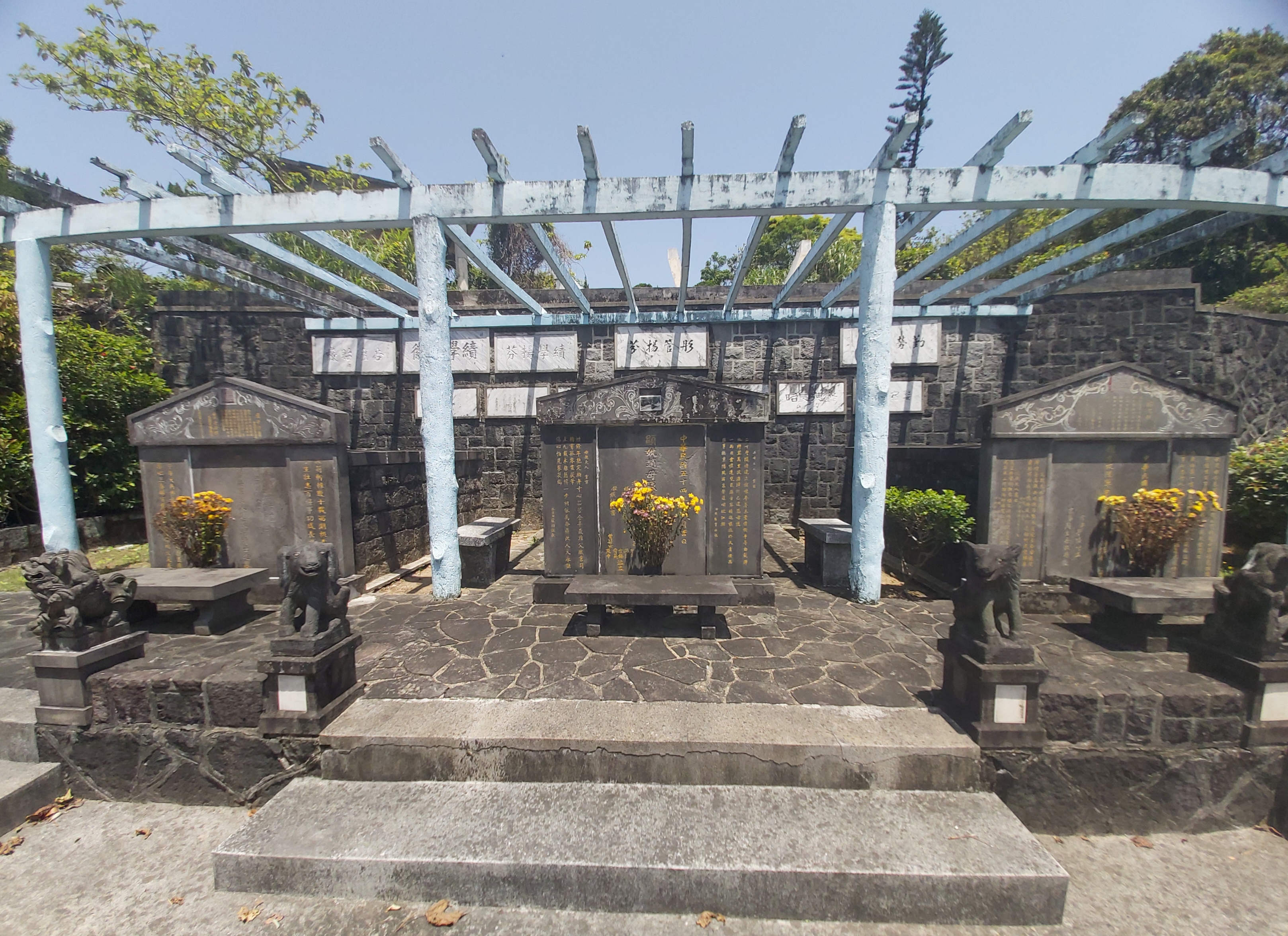
周彭賞、趙筱梅家族於臺北市北投區陽明山第一公墓的墓地

周彭賞22歲時迎娶出身同邑的于醉和為妻，于氏早逝，育有1子2女。1946年與繼配趙筱梅結婚，周與先妻于氏的兩名女兒周曼如、周錦珠登記於趙名下。1972年趙筱梅任國民大會主席團主席，1998年病逝。

## 外部連結
- 周彭賞將軍以棋論兵-中國文化大學